# 不法滞在
不法滞在（ふほうたいざい）とは、他国の出入国管理法や移民法に違反して入国する行為、または合法的に入国した後に在留資格を失ったまま継続して滞在することを指す。不法滞在は、経済的格差を背景とした移動のほか、迫害や人権侵害からの逃避、在留資格の喪失など、さまざまな事情によって発生する。特に難民認定が厳格な国では、迫害や人権侵害を理由に出国した人が認定されず、不法滞在となる場合もある。不法に滞在する者は、入国管理当局による収容や強制退去、制裁措置などのリスクに直面する可能性がある。
不認定となった難民申請者も、送還先の政府が受け入れを拒否したり、審査後に新たな証拠が出た場合などには退去が困難となることがあり、このような場合、国や状況により不法滞在者と見なされることもあれば、一時的な在留許可が認められることもある。たとえば難民条約におけるノン・ルフールマン原則に基づき、送還が差し控えられるケースも存在する。また、欧州人権裁判所は、欧州人権条約を根拠とする判決において、特定国への強制送還が拷問の危険性などにより実行できないとする法的障壁があることを示している。
この表現は日本の行政文書などで広く使用されているが、国際機関では「illegal（不法）」という語には差別的含意があるとされており、「非正規滞在（irregular stay）」など中立的な表現の使用が推奨されている。

## 種類
不法残留・不法滞在
入国する際には、空港または港で上陸許可を受け、在留資格を有していたが、定められた在留期限後も出国・帰国せずに在留していること。発覚した場合には強制送還と入国禁止措置などの罰則がある（超過滞在、いわゆるオーバーステイ）。
不法入国・不法移住（密入国）
上陸許可を受けず、したがって在留資格を取得せずに入国すること。または、有効でないパスポートを用いて身分を偽るなど、不正な手段で入国する行為そのものも含まれる。不法入国の手段は、近年では偽変造パスポート行使、船舶による密航など多様化している上、人数の把握ができないため、対策が困難である。不法入国して、居住している行為は不法移住と言われる。

## 各国の対応

### 欧州
欧州では、難民や移民の急増を背景に、受け入れ政策への反発が広がり、難民制限を主張するポピュリズム政党が一定の支持を得る傾向にある。

### カナダ
移民受け入れに比較的寛容とされてきたカナダでも、他国で難民申請を却下された人の再申請を制限するなど、制度の厳格化を目的とした法改正が行われた。この背景には、都市部に移民の受け入れが集中し、制度運用への懸念が高まっていることがあるとされる。

## 日本の状況

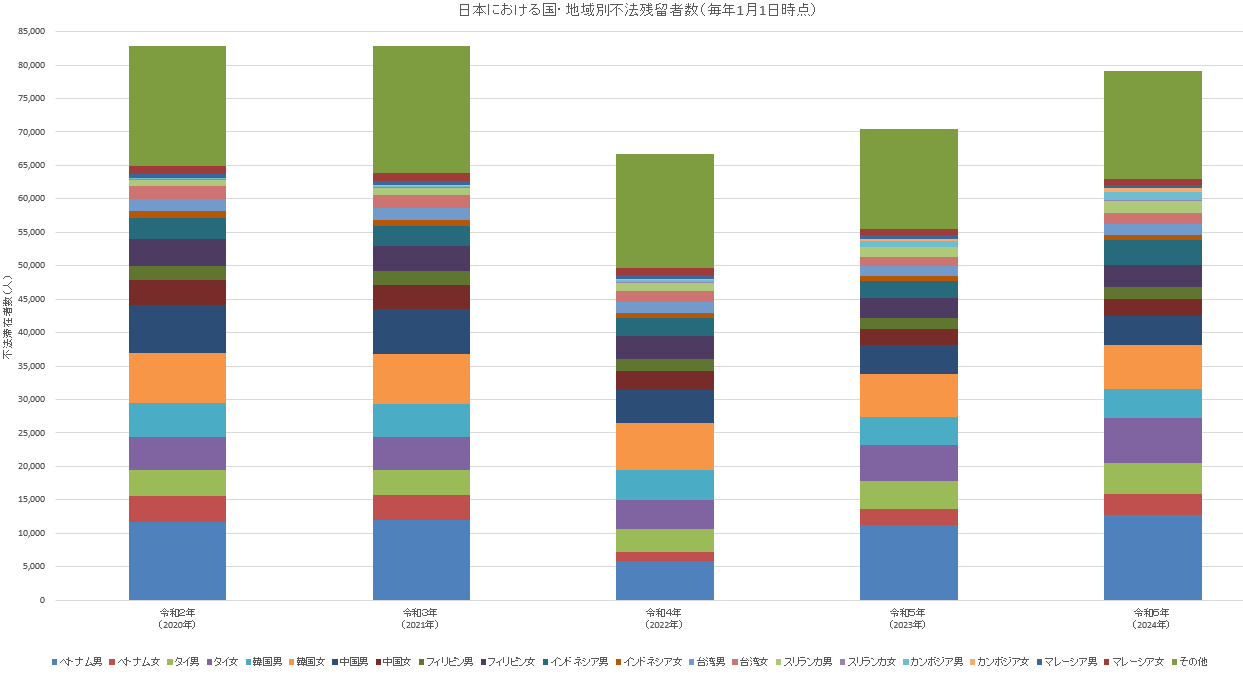
2020年～2024年（各年1月1日現在）の不法残留者数の推移

日本では不法滞在者が1993年（平成5年）の約30万人をピークに年々減少し、2014年（平成26年）年初には59,061人に激減した。新しい入国審査制度やオンライン情報受付などによる出入国管理及び難民認定法第62条や第66条に規定される報償金に対する認知向上などが効果を上げたと見られた。しかし、2015年（平成27年）～2020年（令和2年）不法滞在の間は増加し、2020年年初は82,892人となった。そして、2019年コロナウイルス感染症流行対策による入国制限により、2021年・2022年は減少して2022年7月時点で58,241人と1989年（平成元年）以降最少を記録した。その後、2022年10月11日に制限緩和されたことにより再び増加し、2024年1月で79,113人であったが、2025年1月時点で前年より減少して74,863人である。
なお、2024年6月施行の入管難民法の改正で、申請が3回目以降の人は「難民認定すべき相当の理由」を示せなければ送還できるようになった。更に、出入国在留管理庁は2025年5月23日には「不法滞在者ゼロプラン」を発表しており、以下の項目を目標として定めた。
1. 2028年（令和10年）までにアメリカがテロ対策などを目的に導入した電子渡航認証システム「ESTA」を基に日本版ESTA（JESTA＝ジェスタ）の開発・導入を目指す。
2. 難民認定申請の1件当たりの平均処理期間を2024年の約22カ月から2030年までに6カ月に短縮する。
3. 申請3回目以降の外国人らを中心に、護送つき送還を進めていき、出入国在留管理庁職員の護送を伴う強制送還者数を2027年には2024年の2倍に増やす。
4. 退去強制命令が確定しても日本にとどまる外国人を2030年末までに半減する。

2015年～2020年の間に増加した原因として、
- 政府が東南アジア諸国からの観光客誘致やビジネス面での利便性向上を目的に、東南アジアに対して査証緩和を実施したことに伴い新規入国の数が増えたこと[34]。

下記の日本における不法残留者数にあるタイ・フィリピン・ベトナム・マレーシアは2013年7月1日に緩和措置（タイ・マレーシアは査証免除）がなされており、2014年にもフィリピン・ベトナムで2回、2015年は中国で1回、2016年はベトナムで1回、2017年は中国で1回、2018年はフィリピンで1回、2019年で中国、2024年に相当な高所得者向け限定でフィリピンに1回が、2025年5月28日時点で確認できた緩和措置である。
- 2019年コロナウイルス感染症流行前の景気回復を背景にアジア諸国からの技能実習生や留学生の来日などが活発になったこと[36]。

2025年1月のベトナム人不法残留者の場合、14,296人の内7,638人（ベトナム人不法残留者全体の約66.4％）が技能実習（その内、受入れ方式が団体監理型である1号ロ[入国1年目]が4,160人、2号ロ[入国2・3年目]が3,170人）で、次いで短期滞在が2,870人（ベトナム人不法残留者全体の約20.1％）であった。
一方、タイ人不法残留者の場合は、11,337人の内10,765人が短期滞在（タイ人不法残留者全体の約95.0％）であり、ベトナムと比べて短期滞在が殆どを占めている。
在留資格別でみた場合、技能実習では、ベトナムだけで不法残留技能実習生全体の約65.4％（1号ロは約65.5％、2号ロは約67.6％）で占めており、2番目に多い中国（1,797人、その内の1号ロは914人で2号ロは794人）を加えた場合、約82.0％（1号ロは約79.9％、2号ロは約84.5％）となる。留学の場合はベトナム（801人）だけで不法残留留学生全体の約35.7％を占めており、中国（822人）が加わった場合、約72.3％となる。
また、2023年の新規入国の技能実習生（技能実習1号ロ）は、169,774人であった。国籍別では、ベトナム76,754人（技能実習生[技能実習1号ロ]全体に占める割合：約45.3％）、インドネシアは38,311人（技能実習生[技能実習1号ロ]全体に占める割合：約22.6％）ミャンマーは15,217人（技能実習生[技能実習1号ロ]全体に占める割合：約9.0％）、フィリピンは12,859人（技能実習生[技能実習1号ロ]全体に占める割合：約7.6％）、中国11,098人（技能実習生[技能実習1号ロ]全体に占める割合：約6.5％）であり、ベトナムとインドネシアで約3分の2を占め、ミャンマーとフィリピン及び中国を加えると全体の約91.0%を占める。
かつては中国からの入国者だけで7割以上を占めたが、近年は中国国内の賃金上昇（製造業一般工の場合　上海：249ドル[2008年]→832ドル[2023年]　深圳：204ドル[2008年]→415ドル[2023年]）により、技能実習生[技能実習1号ロ]としての来日希望者が46,343人（2012年）から11,098人（2023年）と約4分の1に減少した。一方でベトナムからの入国者が6,739人（2012年）から76,754人（2023年）と約11.4倍になっており、急増している。
- 技能実習生が、来日後に別の仕事を求めて実習先から姿を消すケースが増えていること[42]。背景には、就業先の劣悪な労働環境（低すぎる賃金、長時間労働）がある[43]。

失踪者は、2023年は9,753人であり、2013年の3,566人と比べて2.7倍と急増している。国別の内訳で見た場合、その多くを占めるのがベトナム（5 
,481人）であり、失踪者全体の約56.2％を占める。2015年までは中国の方が多かったが、ベトナム人技能実習者の失踪者数の増加（496人[2012年]→5 
,481人[2023年]）と中国人技能実習者の失踪者数が2015年のピークを境に減少（1,177人[2012年]→3,116人[2015年]→816人[2023年] ）したことにより、2016年以降はベトナムが最多となった。更に、2015年～2018年の間に、技能実習生全体の約2％前後が毎年失踪している。
野党7党派は2018年12月3日、失踪した技能実習生に対して法務省が2017年に実施した聞き取り調査の「聴取票」を独自に分析した結果を公表した所、全体の約67％にあたる1,939人が最低賃金（時給714円＝2016年の沖縄県、宮崎県）未満で、約10％にあたる292人が月の残業時間が「過労死ライン」とされる80時間を超えていたとしている。聴取票は、失踪後に入管法違反などで摘発された実習生から入国警備官が聞き取って記入するものであり、国籍・性別、失踪動機、月給、労働時間などを尋ねる項目がある。法務省は昨年、2,870人を対象に実施した。失踪動機（複数回答）の最多は「低賃金」の1,929人（67.2％）で、このうち144人（5.0％）が「契約賃金以下」、22人（0.8％）は「最低賃金以下」だった。月給は「10万円以下」1,627人（56.7％）、「10万円超～15万円以下」1,037人（36.1％）などとなった。 調査対象者は2,870人だったが、聴取票は22人分の重複があり、法務省は2,892人分として開示した。野党が開示データをもとに算定したところ、月給は平均10万8,000円、光熱費などの名目による控除額は平均3万2,000円だった。
また、2019年3月29日、法務省の発表より、2017年1月～18年9月に不法残留等により入国警備官の聴取を受けて聴取票が作成された失踪技能実習生5,218人のうち少なくとも759人（延べ937人）に、最低賃金法違反など実習先による不正行為の疑いがあった。その内訳は、
1. 最低賃金違反（当時における地域別最低賃金を下回る賃金しか支払われていないおそれのあるもの）：58人
2. 契約賃金違反（契約条件を下回る賃金しか支払われていないおそれのあるもの）：69人
3. 賃金からの過大控除（賃金から住居費や食費等が控除される場合において、実費を上回る過大な控除がなされているおそれのあるもの）：92人
4. 割増賃金不払い（時間外労働等に対する割増賃金が適正に支払われていないおそれのあるもの）：195人
5. 残業時間等不適正（36協定未締結の状態で、又は36協定に違反して、残業又は休日労働をさせているおそれのあるもの）：231人
6. その他の人権侵害（①～⑤に該当するもののほか、暴行・脅迫・監禁、違約金・強制預金、旅券・在留カード・預金通帳等の取上げ、正当な理由のない帰国の強制、ハラスメント等の重大な人権侵害に該当するおそれのあるもの）：36人
7. 書類不備（賃金台帳が備え付けられていないもの、又は保存期間の満了前に賃金台帳を廃棄した等の、重大な不備があるおそれのあるもの）：222人
8. その他の不正行為等（技能実習計画との齟齬、虚偽帳簿書類の提出等に該当するおそれのあるもの）34人

となっている。更に、2012年～2017年（6年分）の技能実習生の死亡事案171件の内、監理団体等の報告漏れ、入管局の記載漏れ等が43件あり、入管当局における死亡事案の把握が不十分であることが露見された。
上記の理由による背景があると考えられる。
- 不法滞在者の多くは、日本での経済的利益を得ることを目的としているが、渡航費や斡旋手数料などとして莫大な前借金を負わされて日本に入国し、強制的に働かされている者もおり、人身売買として問題となっている。不法滞在者はもちろん、それを雇った事業主や不法入国を援助した者に対しても罰則がある。
- 1990年代初頭の不法滞在者数は現在と違い、1993年（平成5年）の時点でタイ人が55,383人、イラン人が同年5月1日時点で40,001人[48]となっていた。逆に、ベトナム人は852人の1,000人未満であり、少ない[49]。

### 日本における不法残留者数
1995年（平成7年）～2019年（平成31年）1月までは韓国人の不法滞在者数が1位となっていたが、2019年（令和元年）7月～2021年（令和3年）1月はベトナム人が1位となった。その後、2021年（令和3年）下半期～2022年（令和4年）の間は、2019年コロナウイルス感染症流行対策による入国制限による大幅な外国人の流入減少により、再び韓国人が1位となった。その後、2022年10月11日に制限緩和されたことにより再び増加し、2023年以降は再びベトナムが1位となっている。また、タイと韓国、フィリピンでは女性の方が男性よりも多い。
2025年（令和7年）1月1日現在と最盛期の比較
- ベトナム 14,296人（構成比19.1%）←　16,812人（2023年7月）[50]
- タイ 11,337人（構成比15.1%）←　55,383人（1993年）
- 韓国 10,600人（構成比14.2%）←　62,577人（1999年）
- 中国 6,565人（構成比8.8%）←　39,738人（1994年）
- フィリピン 4,684人（構成比6.3%）←　42,608人（1998年）
- インドネシア 4,631人（構成比6.2%）←　7,246人（2004年）
- 台湾 2,983人（構成比4.0%）←　9,437人（1999年）
- スリランカ 2,043人（構成比2.7%）←　4,590人（2006年）
- カンボジア 1,380人（構成比1.8%）←　1,852人（2023年7月）[50]
- トルコ 1,372人（構成比1.8%）<最盛期>
- その他 14,972人（構成比20.0%）←　85,224人（1992年）
- 計 74,863人　←　298,646人（1993年）

法務省資料
- 2021年版「出入国在留管理」　図表40　国籍・地域別不法残留者数の推移 平成5年5月1日現在～平成31年1月1日現在
- 平成１７年版「出入国管理」　表27　国籍（出身地）別不法残留者数の推移 平成2年7月1日現在～平成4年5月1日現在

### 入国者収容所等に収容されている不法滞在者の状況
査証の有効期限を過ぎても日本にとどまるなどして不法滞在となり、入国者収容所等に6カ月以上長期収容されている外国人が増えている。長期化している主な理由として、
- 東京入国管理局が2010年に強制送還しようとしたガーナ国籍の男性（当時45歳）が飛行機の中で死亡したこと。男性を「猿ぐつわ」や結束バンドで拘束し、前かがみの姿勢を取らせていたことが問題となり、3年弱は強制送還がなされず、再開後は帰国を拒否する収容者が増えたこと。
- 不法滞在者の国籍国の駐日大使館等が送還忌避者（退去強制令書が発付され、本来なら国籍国へ送還されるべき立場にもかかわらず、諸般の事情等により直ちに送還できないことから、一時的に収容を解かれている者）に係る臨時旅券の職権発給を拒否し、身柄取引が出来ず強制送還できないこと。
- 入管法第61条の2の6第3項の規定により、難民手続中は強制送還が停止される。その為、この事情を知って申請する収容者が多くなったこと（2016年の退令仮放免者（3,555人）中、約半数（1,759人）の者が難民認定申請していた）。
- 入国管理局に対して処分取消請求訴訟を提起することで、「裁判を受ける権利」に配慮して、訴訟係属中の者に対しては裁判の終結まで事実上送還を行っていないこと。
- 法務省が施設外での生活を認める「仮放免」の審査を厳しくしたこと。

などがある。
2016年末に収容されていた1,133人中、6カ月以上の「長期収容者」は313人（約28％）だったが、2017年末は1,351人中576人（約43％）と人数、割合がともに増加した。2018年に入ってからも急増し、7月末時点で1,309人中709人（約54％）だった。収容が5年を超える人もいる。
医療面に関しては、全国にある17の入管施設で常勤医がいるのは東日本入国管理センターのみである。しかし、常勤医は日勤で、医師のいない夜間は朝まで待つか、職員の判断で救急搬送するしかない。いずれも、近隣の民間医療機関などの医師が輪番で勤務しているが、入管当局の幹部は「土日や夜間でも相談できる常勤医師がいないと困る。救急の場合など、外部医療機関への搬送が増える」とこぼす。外部へ搬送するには、逃走防止のため職員数人が交代制で付き添わなければならない上、健康保険が適用されず高額の医療費がかかってしまう。そのため、隣接の医師会へ呼びかけるなどして常勤医の募集をしているが、一向に集まらない。背景には、民間医療機関の医師と比較した給料の低さや最先端の医療から取り残される不安があるためである。
また、少なくとも東日本入国管理センターでは、かつてはシャワー室前に監視カメラが設置されていたが、プライバシー権の侵害だと問題視され、2018年10月12日に撤去された。更に、居室外に出られるのが午前・午後の3時間ずつだけで、運動場には金網の天井が張り巡らされている。

### 不法滞在者による犯罪
2022年（令和4年）の 外国人犯罪者の日本全体の刑法犯検挙件数に占める割合は、約3.4％であり、総検挙人員は約3.0％であった。 外国人犯罪者の約39.0％（刑法犯：約6.5％、特別法犯：約54.1％）が不法滞在者であり、2015年～2020年において検挙人員に占める不法滞在者の割合が増加していたが、コロナウイルス2019感染症流行対策による入国制限により割合が減少し、2022年は約29.1%となっている。
2022年（令和4年）の 外国人犯罪者の総検挙者数の内訳では、正規滞在は6,766人（内　刑法犯：4,687人、特別法犯：2,079人）、不法滞在の犯罪者2,782人（内　刑法犯：327人、特別法犯：2,455人）である。
国籍別では、ベトナムが3,432人（内　刑法犯：1,581人、特別法犯：1,851人　外国人刑法犯検挙総人員の約35.9%）、次いで中国が2,006人（内　刑法犯：1,140人、特別法犯：866人　外国人総検挙人員の約21.0%）、3番目にフィリピンで626人（内　刑法犯：334人、特別法犯：292人　外国人総検挙人員の約6.6%）であり、ベトナムと中国で半分以上を占めた。
ベトナム人による窃盗等事件
ベトナム人の男女らは、平成28年10月から同年11月にかけて、佐賀県、熊本県及び福岡県の衣料品販売店において衣料品を窃取し、東京都のマンションの一室に郵送し、航空機を利用して海外へ運搬していた。平成29年7月までに、ベトナム人の男3人（不法残留）を窃盗罪で逮捕し、盗品を海外へ運搬していたベトナム人の女2人（短期滞在）を盗品等運搬罪で逮捕した。
有印公文書偽造による入管法違反
不正取得した旅券や在留カードを使用して、不法出国と不法入国を繰り返す犯罪もある。2012年（平成24年）に愛知県で起きた韓国人女性による入管法違反の事件では、2009年（平成21年）10月から2010年（平成22年）4月までの間、不法滞在の女性が不正取得した旅券を使用し、日本人女性になりすまして日韓間の出入国を何度も繰り返していた事件がある。
偽装認知
不法滞在の外国人が在留資格を得る目的で、実の子と偽って日本人に認知してもらうことをいう。2009年（平成21年）2月に、東京都で起きた中国人による偽装認知事件では、中国人2人の間にできた子供を日本人男性との間にできた子供と偽り、日本人男性が認知したとする虚偽の届け出を市役所に提出し、中国人が日本国籍の実子を養育していたもので、中国人父母と日本人男性の間に面識はなかった。
不法出入国
日本国内での犯罪から逃亡するために、また不法滞在者が用事などで一時帰国せざるを得なくなり、その際に正規手続きによって日本から出国をすると不法滞在が判明してしまう為、これを防ぐ目的での「不法出国」が増加している。2006年（平成18年）に、海上保安庁が摘発した不法出国者数は41人。このうち36人が韓国人で、そのほとんどは女性であった。2013年には、福岡県で釜山広域市へ帰るため、釣り船を待っていた不法滞在の韓国人女性6人が摘発されている。女性らは韓国へ退去強制されたが、再び日本へ渡航するために釣り船による密航を行なっている。警察では「日本の上陸拒否期間を知った上で組織的に行われた悪質な犯行」としている。

### 扇動
2015年7月8日、それまでの外国人登録証から新たな在留カードへ移行する期限を迎えたが、このとき「この移行に伴い、同年7月9日以降在日は全員不法滞在者になり、強制送還される」という噂が、インターネット上に広がった。この結果、法務省入国管理局に寄せられる不法滞在の通報メールが、7月から9月までで1万件程度に及び、在日朝鮮人らに関する根拠のない情報が大幅に増えた。
入国管理局は受け付けを一時停止し、業務妨害等に当たらないか警察に相談し「外国人を中傷する電子メールは、通報システムの目的にそぐわず、まったく遺憾だ」としている。通報メールは2004年に導入され、日本弁護士連合会は、2005年「一般市民に、不法滞在者ではないかという注意を向けさせ、外国人への偏見や差別を助長する」などと、中止を求める意見書を法務大臣宛てに提出し、2015年11月、移住者と連帯する全国ネットワークが法務省に対し「差別の扇動につながる」と主張した。
特別永住者が在留カードの切り替えを行わなかった場合でも在留資格の喪失はない。ただし、みなし再入国許可の適応はない。